# Shag Harbour
Shag Harbour ist ein kleines Fischerdorf am südlichen Ende von Nova Scotia, Kanada.
In dem Dorf leben ca. 400–450 Einwohner. Die Bewohner sind größtenteils Fischer oder im fischverarbeitenden Gewerbe tätig. In Shag Harbour befinden sich ein Bed and Breakfast Hotel, zwei Kai (Häfen), zwei Baptistenkirchen und das Chapel Hill Museum, welches 1865 errichtet wurde und unter Denkmalschutz steht.
Die Evelyn Richardson Memorial Elementary School befindet sich an der Grenze zum Nachbardorf Woods Harbour, Nova Scotia. Die Schule wurde nach einer kanadischen Autorin benannt, die mit dem Governor General’s Award for Fiction ausgezeichnet wurde und von 1902 bis 1976 in dem Dorf gelebt hat. Die Auszeichnung erhielt sie 1945 für ihre Memoiren, We Keep a Light.

## UFO-Sichtung und Absturz
Shag Harbour erlangte Bekanntheit durch eine UFO-Sichtung und einen Absturz am 4. Oktober 1967. Am Abend des 4. Oktobers beobachteten mehrere besorgte Bewohner ein seltsames Objekt mit mehreren Lichtern am Himmel in der Küstennähe, das kurze Zeit später vor der Küste im Meer einschlug. Viele dachten an einen Flugzeugabsturz und riefen die Royal Canadian Mounted Police. Die RCMP-Beamten und mehrere Augenzeugen beobachteten am Ort des Einschlags Lichter unter Wasser, die in Richtung Meer hinauszutreiben schienen. Ein schnelles Rettungseinsatzkommando wurde von der kanadischen Regierung eingerichtet. Eine große Schneise aus gelblichem Schaum wurde von mehreren Zeugen der Fischer und den Rettungskräften im Wasser beobachtet, die sich auf einem Küstenwachschiff befanden. Die kanadische Regierung revidierte die Aussage, dass es sich bei dem Vorfall um einen Flugzeugabsturz handelte, als keine Person als vermisst galt. Auch anderen Theorien wurde von der kanadischen Regierung widersprochen und der Vorfall ohne offizielle weitere Untersuchungen zu den Akten gelegt, aus dem sich die UFO-Theorie gebildet hat. Die Royal Canadian Navy wurde zwar damit beauftragt, mit Unterwassergeräten nach Teilen oder sonstigen ungewöhnlichen Gegenständen zu suchen, aber es wurden offiziell keine Informationen an die Öffentlichkeit weitergegeben, so dass letztlich das Objekt, das vor der Küste niederging, bis heute nicht identifiziert wurde. Mehrere Fernsehdokumentationen wurden über diesen Vorfall produziert und mehrere Bücher behandeln diesen Vorfall.